# Dorysthenes socius
Dorysthenes socius är en skalbaggsart som först beskrevs av Charles Joseph Gahan 1906.  Dorysthenes socius ingår i släktet Dorysthenes och familjen långhorningar. Inga underarter finns listade i Catalogue of Life.